# Festiwal Piosenki Żołnierskiej
Festiwal Piosenki Żołnierskiej – festiwal organizowany przez Główny Zarząd Polityczny Wojska Polskiego. Do udziału w Festiwalu zapraszano początkowo kompozytorów (według rozdzielnika przygotowanego przez GZP WP).  Kompozytorzy i autorzy tekstów mogli tworzyć spółki autorskie z osobami, które nie otrzymały zaproszenia od GZP WP.

## Historia festiwalu
Pierwszy festiwal odbył się w lipcu 1967 w Połczynie-Zdroju. W następnym roku odbywał się jednocześnie w Kołobrzegu w dniach 3-7 lipca oraz w Połczynie-Zdroju. Od 1969 w Połczynie odbywał się Festiwal Zespołów Artystycznych Wojska Polskiego, natomiast w Kołobrzegu – Festiwal Piosenki Żołnierskiej.
Głównymi nagrodami Festiwal Piosenki Żołnierskiej były Złote, Srebrne i Brązowe Pierścienie.
Tutaj swoje kariery zaczynali Maria Jarzębska, Małgorzata Ostrowska, Krystyna Giżowska, Regina Pisarek.
Stanisław Mikulski i Maria Wróblewska stanowili niemal stały duet konferansjerów.
Dla festiwalu komponowali: Jerzy Wasowski, Marek Sewen, Włodzimierz Korcz, Katarzyna Gärtner, Benedykt Konowalski, Andrzej Kurylewicz, Emil Sojka, Ryszard Sielicki, Michał Sulej, Mateusz Święcicki, Bolesław Szulia oraz autorzy tekstów - Roman Sadowski, Tadeusz Urgacz, Jan Gałkowski, Jerzy Jurandot, Krystyna Pac-Gajewska, Włodzimierz Scisłowski, Jerzy Skokowski, Stanisław Werner. 
Na festiwalu można było usłyszeć takie piosenki jak: Wrzosy Dany Lerskiej, Tak długo was chłopcy nie było Reginy Pisarek, Nie było wtedy róż Zdzisławy Sośnickiej, Powołanie Maryli Rodowicz, Takiemu to dobrze Józefa Nowaka, Czerwone słoneczko zespołu „2 plus 1”, Urzekło nas morze Marii Jastrzębskiej, Nie żałujcie serca dziewczyny Anny Jantar i wiele innych. 
W dniach 5–9 lipca 1983 odbył się XVII Festiwal Piosenki Żołnierskiej.
11 lipca 1987 zakończył się XXI Festiwal Piosenki Żołnierskiej. Na koncert galowy przybyli przedstawiciele najwyższych władz partyjnych, państwowych i wojskowych: członek Biura Politycznego i sekretarz Komitetu Centralnego Polskiej Zjednoczonej Partii Robotniczej, generał broni Józef Baryła, sekretarz KC PZPR i przewodniczący Zarządu Głównego Towarzystwa Przyjaźni Polsko-Radzieckiej, Henryk Bednarski, wiceminister obrony narodowej, generał broni Antoni Jasiński, szef Głównego Zarządu Politycznego Wojska Polskiego, generał dywizji Tadeusz Szaciło i kierownik Wydziału Kultury KC PZPR, Tadeusz Sawic.
Jury pod przewodnictwem J. Chomickiego w kategorii piosenek marszowych „Złoty pierścień” przyznało Katarzynie Gärtner (muzyka), Ryszardowi Ulickiemu (słowa) i Adamowi Wojdakowi za piosenkę „Rogatywka”. W kategorii piosenek estradowych „Złoty pierścień” otrzymała piosenka „Zostały tylko ślady podków” ze słowami Włodzimierza Scisłowskiego, muzyką J. Kępskiego w wykonaniu grupy „Primo Voto”.
Na początku lat 90. XX wieku festiwal został zawieszony, w 1991 przekształcony w imprezę zatytułowaną „Arsenał Artystyczny”.

## Edycje, nagrody i wyróżnienia
Od 1971 do 1989 roku za piosenkę nagrodę złotego i srebrnego pierścienia otrzymywali równorzędnie wykonawca piosenki, autor tekstu i autor muzyki 
I FPŻ – lipiec 1967
II FPŻ – 3–7 lipca 1968
- nagroda MON dla Jarosława Kukulskiego za piosenkę Zaślubinowy pierścień
- 1. miejsce Maria Jarzębska
- 2. miejsce Krystyna Giżowska
- 3. miejsce Maryla Lerch
- 2. nagroda zespół Nastolatki

III FPŻ – lipiec 1969
- nagroda „Złote pierścienie” dla Elżbiety Igras i dla piosenki Wrzosy Dany Lerskiej
- nagroda dziennikarzy dla piosenki Gdy chciałem być żołnierzem w wykonaniu No To Co
- nagroda specjalna – Andrzej Rybiński
- wyróżnienie – Waldemar Kocoń

IV FPŻ – 9–12 lipca 1970
- nagroda „Srebrne pierścienie” dla piosenek zespołów No To Co, ABC i Skaldowie

V FPŻ – lipiec 1971
- nagroda „Złoty Pierścień” dla Trubadurów za piosenkę Nie ma taty, nie ma mamy
- nagroda „Złoty Pierścień” dla Zdzisławy Sośnickiej za piosenkę Nie było wtedy róż
- nagroda „Srebrny Pierścień” dla Józefa Nowaka za piosenkę Takiemu to dobrze
- nagroda „Srebrny Pierścień” dla Romualda Spychalskiego za piosenkę Żołnierz to nie lala

VI FPŻ – lipiec 1972
- nagroda „Złoty Pierścień” dla 2 plus 1 za piosenkę Czerwone słoneczko
- nagroda „Złoty Pierścień” dla Chóru Centralnego Zespołu Artystycznego Wojska Polskiego za piosenkę W defiladowym słońcu
- nagroda „Srebrny Pierścień” dla Czerwono Czarnych za piosenkę Pochwała przepustki
- nagroda „Srebrny Pierścień” dla Reginy Pisarek za piosenkę Nie jest źle jak na początek

VII FPŻ – lipiec 1973
- nagroda „Złoty Pierścień” dla Niny Urbano za piosenkę Nie ma przeszkód dla żołnierza
- nagroda „Złoty Pierścień” dla Marii Jarzębskiej za piosenkę Urzekło nas morze i niebo
- nagroda „Srebrny Pierścień” dla Bractwa Kurkowego 1791 za piosenkę W wojsku nie jest źle
- nagroda „Srebrny Pierścień” dla Jolanty Kubickiej za piosenkę Gwiazdy nad miastem

VIII FPŻ – lipiec 1974
- nagroda „Złoty Pierścień” dla Ireny Woźniackiej za piosenkę Piosenka melduje się na rozkaz
- nagroda „Złoty Pierścień” dla kwartetu Śląskiej Estrady Wojskowej za piosenkę Ech, te czołgi
- nagroda „Srebrny Pierścień” dla Bractwa Kurkowego 1791 za piosenkę Witaj dniu
- nagroda „Srebrny Pierścień” dla Barbary Książkiewicz za piosenkę Torpedysta

IX FPŻ – lipiec 1975
- nagroda „Złoty Pierścień” dla Krzysztofa Krawczyka za piosenkę Czym dla wojska jest piosenka
- nagroda „Złoty Pierścień” dla Teresy Tutinas za piosenkę Rosła w boru
- nagroda „Srebrny Pierścień” dla Trubadurów za piosenkę Żołnierz lubi śpiewać
- nagroda „Srebrny Pierścień” dla Krzysztofa Cwynara za piosenkę W taki świt

X FPŻ – lipiec 1976
- nagroda „Złoty Pierścień” dla Daniela za piosenkę Myśmy są wojsko
- nagroda „Złoty Pierścień” dla Niny Urbano za piosenkę Wszystkie barwy lipca
- nagroda „Złoty Pierścień” dla Krzysztofa Cwynara za piosenkę A przy żniwach wojsko
- nagroda „Srebrny Pierścień” dla Happy End za piosenkę Wracali chłopcy
- nagroda „Srebrny Pierścień” dla Bractwa Kurkowego za piosenkę Żal mi będzie

XII FPŻ – lipiec 1978
- nagroda „Złoty Pierścień” dla Rudolfa Polednioka za piosenkę Ta wielka rzecz
- nagroda „Złoty Pierścień” dla Mieczysława Święcickiego za piosenkę Czy pamiętasz żołnierzu
- nagroda „Złoty Pierścień” dla Kazimierza Kowalskiego za piosenkę Marsz bliski sercu
- nagroda „Srebrny Pierścień” dla Jacka Lecha za piosenkę Rzuć nam serce póki czas
- nagroda „Srebrny Pierścień” dla Krzysztofa Cwynara za piosenkę Tam, gdzie Polska
- nagroda „Srebrny Pierścień” dla Wiktora Zatwarskiego za piosenkę Moja pepeszka
- nagroda „Srebrny Pierścień” dla Andrzeja Szajewskiego za piosenkę Tango dla dziewcząt

XIII FPŻ – lipiec 1979
- nagroda „Złoty Pierścień” dla Anny German za piosenkę O czym Bałtyk opowiada

XIV FPŻ – lipiec 1980
- nagroda „Złoty Pierścień” dla Kasi Sobczyk za piosenkę Mundury zielone jak liście
- nagroda „Srebrny Pierścień” dla Maryli Lerch za piosenkę Kołobrzeska sanitariuszka[16]

XVII FPŻ – lipiec 1983
XX FPŻ – lipiec 1986
- nagroda „Srebrne Pierścienie” dla Jacka Lecha za piosenkę Niewidzialne kalendarze oraz Iwony Niedzielskiej i Piotra Janczerskiego za piosenkę Piosenka z XX festiwalu

Ponadto laureatami nagród na festiwalu byli m.in.: Bernard Ładysz, Romuald Spychalski, Jacek Labuda, Adam Zwierz (artyści scen operowych i teatrów muzycznych), Anna German, Sława Przybylska, Barbara Książkiewicz, Joanna Rawik, Regina Pisarek, Anna Jantar, Andrzej Popiel, Maryla Rodowicz, Teresa Tutinas, Halina Kunicka, Halina Frąckowiak, Zdzisława Sośnicka, Nina Urbano, Daniel, Adam Wojdak, Wojciech Siemion, Józef Nowak, Janusz Zakrzeński, Mieczysław Święcicki, Wiktor Zatwarski i zespoły muzyczne: Breakout, Pro Contra.